# 俺たちの血が許さない
『俺たちの血が許さない』（おれたちのちがゆるさない）は、1964年10月3日に公開された日活制作の任侠映画で、監督は鈴木清順。

## 配役
- 小林旭: 浅利良太
- 高橋英樹: 浅利慎次
- 松原智恵子: 郷田ヤス子
- 緑川宏: 浅利源治
- 細川ちか子: 浅利はつ
- 長谷百合: 片貝ミエ
- 弘松三郎: 部長
- 柳瀬志郎: 山田
- 山口吉弘: 本間
- 青木富夫: ヤング軒旦那
- 近江大介: 山本
- 千代田弘: 守衛
- 森みどり: バーの美人
- 雪丘恵介: 服部
- 長弘: ゲン
- 二階堂郁夫: 佐藤
- 上野山功一: 若い男
- 玉村駿太郎: 子分
- 松尾嘉代: 芸者
- 野呂圭介: がんちゃん
- 高品格: 片貝豊作
- 井上昭文: 飛田丑五郎
- 小沢栄太郎: 難波田憲亮

## スタッフ
- 監督 ： 鈴木清順
- 脚本 ： 竹森竜馬, 細見捷弘, 伊藤美千子
- 企画 ：  高木雅行
- 音楽 ： 鈴木忠典 , 池沢博
- 美術 :  木村威夫
- 編集 :  鈴木晃
- 撮影 : 峰重義

## 併映作品
- 『非行少年』